# Narodni park Visoke Ture
Narodni park Visoke Ture je največji narodni park v Avstriji in Alpah. Zajema velik osrednji alpski glavni greben Vzhodnih Alp v Avstriji v Visokih Turah med izviri rek Isel, Möll, Mura in Salzach in se razteza več kot 100 km od vzhoda proti zahodu in 40 km od severa do juga. Leži na območju več kot 1800 kvadratnih kilometrov v avstrijskih pokrajinah Salzburg, Tirolska in Koroška.
Značilnost Narodnega parka Visoke Ture so obsežna ledena polja (okoli 130 kvadratnih kilometrov), ledeniško oblikovane doline z impozantnimi dolinskimi zaključki, obsežnimi aluvialnimi in blatnimi naplavinami, alpski travniki in grmičevja, kot tudi obsežni gozdovi macesna, smreke in bora.
Narodni park Visoke Ture je bil ustanovljen leta 1981 in je bil prvi narodni park v Avstriji.

## Območje narodnega parka

### Občine in posestniki v parku
Območje se nahaja v:
- dežela Salzburg: občina Krimml, Wald im Pinzgau, Neukirchen, Bramberg, Hollersbach in Pinzgau, Mittersill, Uttendorf, Kaprun, Fusch, Rauris, Bad Gastein, Hüttschlag in Muhr,
- dežela Tirolska: Dölsach, Hopfgarten in Defereggen, Iselsberg-Stronach, Kals am Grossglockner, Matrei, Nussdorf-Debant, Prägraten, St. Jakob in Defereggen, Sankt Veit in Defereggen, Virgen (vse v vzhodni Tirolski) in
- dežela Koroška: občine Heiligenblut am Großglockner, Großkirchheim, Mörtschach, Winklern, Mallnitz, Obervellach in Malta. [1]

V narodnem parku je bilo v začetku 1000 različnih lastnikov zemljišč.  Največji lastnik je Avstrijska alpska zveza (Österreichische Alpenverein - ÖAV), še iz časa prve svetovne vojne in ji danes pripada okoli 333 kvadratnih kilometrov ali četrtina območja.  Druga začetnik, Združenje narodnih parkov, je prodal svoje zemljišče v velikosti 3,5 km² nedavno pokrajini Salzburg. Naslednji velik lastnik je Republika Avstrija, Avstrijski zvezni gozdovi (Österreichischen Bundesforste - ÖBF), ki upravlja več kot 20 kvadratnih kilometrov, vendar je delež javnega sektorja relativno majhen. Velik del manjših lastnikov so kmetje v regiji, ki imajo skupaj približno dve tretjini zavarovanega območja.  110 gospodarskih kmetij je organiziranih v Združenje za varstvo lastnikov zemljišč v narodnem parku Visoke Ture (Schutzgemeinschaft der Grundbesitzer im Nationalpark Hohe Tauern). Ta lastnost, da je dobršen del območja od Alpske zveze in aktivnih kmetov je delovanje narodne parka poseben izziv.

### Naravna območja
V osrednjem območju, ki je najbolj zavarovano, se nahajajo nekateri najvišji vrhovi Avstrije, med njimi Grossglockner (3798 m) in Grossvenediger (3662 m). Za zunanje območje Parka je značilno stoletno človekovo vplivanje in ga označujejo številne vrste alpskih in gorskih travnikov z značilno planinsko infrastrukturo (tradicionalni slog zgradb, lesene ograje, kamniti zidovi, itd.) in sakralni objekti. Osrednje območje je zatočišče več tisoč živalskih in rastlinskih vrst. Narodni park tudi zagotavlja, da si populacije ogroženih vrst opomorejo.
|          | Osrednje območje | Zunanje območje | Skupaj |
| -------- | ---------------- | --------------- | ------ |
| Salzburg | 538              | 267             | 805    |
| Koroška  | 327              | 113             | 440    |
| Tirolska | 347              | 264             | 611    |
| Skupaj   | 1212             | 644             | 1856   |

 v km  2 ; Koroška:. Vključno s podaljški regije Obervellach in Fleißtäler 
vir: Osnovni podatki o narodnem parku Visoke Ture 
Poleg osrednjega in zunanjega območja, sta še dve posebni varstveni območji na Koroškem, v Salzburgu pa tri taka območja. 35% Parka so območja planin in kulturne krajine.
Obstaja
| - Več kot 300 gorskih vrhov nad 3000 m nadmorske višine - 342 ledenikov s skupno površino 130 km² - 279 potokov, 57 ledeniških potokov - 26 večjih slapov (nešteto manjših slapov) - 551 gorskih jezer velikosti med 35 m in 27 ha |

Znane znamenitosti v narodnem parku so Krimmlski slapovi, slapovi Umbalfälle, ledeniška dolina Innergschlöss (Matrei, vzhodna Tirolska) in Franz-Josefs-Höhe na Grossglocknerju.
Narodni park je dostopen preko enega najbolj obremenjenih cest v Alpah, Grossglocknerska alpska cesta (Großglockner-Hochalpenstraße), ki v celoti prečka območje in ga deli, vsebuje nekatere najbolj obiskane gore avstrijskih Alp in je področje intenzivnega turizma (Ski-amadé, Zell am See-Kaprun). Zaradi tega je narodni park svetovni oglaševalski poskus vključevanja skrbi za ohranjanje narave in uporabo kot rekreacijsko območje, v katerem so okoljski cilji in ekonomska osnova enako izpolnjene.  Ta narodni park je zasidran tako v glavah lokalnega prebivalstva kot tudi domačih in tujih obiskovalcev in ustreza zahtevam sodobnih konceptov zaščite, kot so na primer, Svetovna zveza za varstvo narave (IUCN), ki je izrecno priznana za razvrščanje.

### Flora in favna
Flora in favna tega narodnega parka sta zelo raznoliki, kar je posledica velikih razlik v višini in položaja na glavnem alpskem grebenu različnih klimatskih razmer v omejenem prostoru. Tako se življenjske združbe na severni in južni strani Visokih Tur bistveno razlikujejo: ugodno podnebje in bolj sončna južna stran ima nekaj termofilnih vrst, ki se ne pojavijo na severni strani, prav tako so rastlinski višinski pasovi na jugu bistveno višji kot na severu. V povprečju je drevesna meja v Visokih Turah na okoli 2000 m - 2200 m, a se na prisojnih pobočjih na južni strani lahko giblje do 2400 m. Ta višina pa bi, zaradi obsežnega krčenja gozdov in sekanja cemprinov zaradi zaslužka z lesom in zaradi pašnikov, lahko bila višja od 200 do 300 metrov. Taka območja so zdaj poraščena s pritlikavimi grmovnicami, še posebej s svišči (rododendroni). Tudi danes v narodnem parku deluje nomadska živinoreja. Od približno 2800 m navzgor je meja večnega snega.
Narodni park Visoke Ture je dom tretjine vseh rastlinskih vrst, ki se pojavljajo v Avstriji in nekaj 10.000 živalskih vrst, kljub ekstremnim pogojem pozimi, ki traja osem mesecev na leto in zelo kratke pomladi in jeseni. Glede na velikost narodnega parka je praktično zastopana celotna alpska flora in favna, obstajajo pa tudi številne za Avstrijo endemični habitatni tipi.
Večje živali so gams, alpski kozorog, beloglavi jastreb, brkati ser, ki so ga ponovno naselili v naravni rezervat leta 1986 in planinski orel. Rjavi medved je izumrl sredi 19. stoletja. Tudi volk, ki je bil razširjen do 17. stoletja je izumrl v poznem 19. stoletju. Alpski svizec je bil iztrebljen do leta 1800 - njegova maščoba je pomemben del zdravil – a so ga ponovno uvedli v 20. stoletju in je zdaj zelo razširjen.  Navadni jelen je v veliki meri odvisen od hranjenja, ki ga zagotavljajo ljudje v zimskem času, razlogi pa so širjenje naselij in intenzivno kmetijstvo. Zaradi težkih življenjskih razmer jelenov ni tako veliko, kot drugje in imajo tudi manjša rogovja. Z iztrebljenjem živali v gorskih gozdovih so bile manjše tudi poškodbe. 
Pomembno botanično zatočišče je posebno varstveno območje Gamsgrube pod dvoglavo goro Fuscherkarkopf. Tam so nastali od vetra naloženi apnenčasto-skrilasti do tri metre visoki peščeni nanosi, ki so redki zunaj Arktike. Obstaja tudi Rudolfov kamnokreč Saxifraga rudolphiana, ki je endemičen v Visokih Turah in planike. 

### Natura 2000 in druga zavarovana območja v narodnem parku
Narodni park vključuje tudi območja Nature 2000, približno 171.000 ha, v skladu z direktivo o habitatih in direktivo o pticah. 
V koroškem delu vključuje ne samo osrednje območje NP, ampak tudi zunanji pas v vseh treh območjih dežel. Ta so: Koroška (33.447 ha - površine ne ujemajo: 29.496 ha FFH, 29.925 ha VS; 61% v SP; Salzburg (108.400 ha, 74% v NP; GGB + BSG AT3210001 / NP 00001) in Tirolska (183,637 ha, 33% v NP). Skupaj je 64 zaščitenih območij evropskega pomena, od tega 30 habitatnih tipov, 8 prioritet, 14 živalskih in rastlinskih vrst in 20 ptic.
Vzporedno s tem je narodni park tudi pomembno območje za ptice (178.700 ha).
Vzhodni konec salzburškega dela že pripada območju biosfernega rezervata Salzburg Langau und Kärntner Nockberge.

## Narodni park
Narodni park Visoke Ture je prosto dostopen vsem: znakov prepovedi ni - v prepričanju, da sta narava in njena zaščita zasidrana v odgovornost vsakega posameznika. Uprava ponuja bogate izletniške in doživljajske izkušnje tako, da ponazarjajo pomen in namen tega parka, kot tudi pojma varstva okolja kot celote. Med drugim nudijo vodenje po naravi, izlete, pohodništvo, krpljanje, predavanja, na voljo so centri za obiskovalce in razstave.

### Zgodovina
Prizadevanja za zaščito visokogorskega območja Avstrije z najvišjimi gorami [17] segajo v leto0 1910. Združenje Naravni rezervat (Verein Naturschutzpark) je bilo ustanovljeno leta 1909, ustanovili so ga ljubitelji narave iz Nemčije in Avstrije v Münchnu, nato pa še Kosmos-Verlag v Stuttgartu in začeli uresničevati idejo o naravnem parku. Ustanovljen v Lüneburg Heide, so začeli leta 1913 kupovati območje na salzburški strani Tur. Leta 1918 je sledilo Avstrijsko alpsko združenje na Koroškem in pozneje na Tirolskem, v območju Glockner in Venediger. Prvi osnutek naravnega rezervata Narodnega parka Visoke Ture datira v leto 1939.
Po evropskem letu ohranjanja narave 1970, so se dežele Koroške, Salzburg in Tirolska sestale 21. oktobra 1971, sklenile Heiligenbluter Vereinbarung, sporazum o vzpostavitvi narodnega parka. Koroška ga je razglasila leta 1981, Salzburg je dele parka razglasil leta 1983. Vzhodno tirolski del je bil sporen in je bil dodan leta 1991. 
Leta 1994 je bil med tremi deželami sklenjen sporazum o »sodelovanju na področju varstva in spodbujanju narodnega parka Hohe Tauern«.
Nadaljevanje kot sledi:
- 1981: 186 km² Glockner in Schober na Koroškem
- 1983: 667 km² Reichenspitz-, Venediger, Granatspitz, Glockner in skupina Goldberg Salzburg
- 1986: 186 km² Ankogelgroup na Koroškem
- 1991: 137 km² Ankogelgroup v Salzburgu
- 1992: 610 kvadratnih kilometrov Lasörling-, Rieserferner, Venediger, Granatspitz, Glockner in skupina Schober na Tirolskem
- 2011: 21 km² Großes in Kleines Fleißtal na Koroškem

To pomeni, da je na Koroškem okoli 53%, v Salzburgu 70% in okoli 86% v vzhodnem Tirolskem vključeno v največji narodni park v Avstriji od prvotno načrtovanega območja parka.

11. februarja 2003 je bil park predlagan komisiji za uvrstitev na UNESCO-v seznam svetovne dediščine, kjer je kategorija naravna (dediščine) vpisana v seznam pogojno, v skladu z merili VII-X (»vsebuje izjemne naravne vrednote, izjemne primere geološke zgodovine, izjemne primere ekoloških procesov in najpomembnejše habitate«). 
Prvič v letu 2006, 15 let po vložitvi, je park priznala Svetovna zveza za varstvo narave (World Conservation Union, IUCN).  V merilih je tudi pogoj, da morajo biti tri četrtine površine neobdelane, kar ni bilo v tem primeru glede na starodavno gorsko kulturo. Zato je bil potreben obsežen program razgradnje. Poleg tega je gradnja parkovnih centrov in celovit program upravljanja narodnega parka spremenil mnenje IUCN, ki meni, da je izobraževalno poslanstvo pomembno. Do takrat je bil narodni park, kot avstrijski gorski svet, osnovan kot prostor prostega dostopa za alpiniste. Na slovesnosti priznanja IUCN je bilo poudarjeno, da bo to vendar uspešna kombinacija naravnega in kulturnega prostora.
Leta 2016 je nastal Pionier, Združenje naravnih parkov, izstopil iz Parka in izročil deželi Salzburg svoje posesti.

### Uprava
Tri deželne uprave:
- Uprava narodnega parka Koroške v Großkirchheimu (46°58′19″N 12°53′38″E / 46.97194°N 12.89389°E)
- Uprava narodnega parka Tirolske v Matreiju (47°00′02″N 12°32′27″E / 47.00056°N 12.54083°E)
- Uprava narodnega parka Salzburg v centru Mittersill (47°16′44″N 12°28′41″E / 47.27889°N 12.47806°E)

### Izobraževalne ustanove
V narodnem parku igra pomembno vlogo, poleg vodenja obiskovalcev, izobraževanje. To je organizirano v vsaki od sodelujočih dežel, kjer goste vodijo nadzorniki parka.
- Koroška: BIOS Nationalparkzentrum (Mallnitz (46°59′27″N 13°09′56″E / 46.99083°N 13.16556°E)
- Salzburg: Nationalparkwelten (Mittersill (47°16′44″N 12°28′41″E / 47.27889°N 12.47806°E), Science Center Nationalpark Hohe Tauern (Mittersill (47°16′44″N 12°28′41″E / 47.27889°N 12.47806°E), Nationalparkwerkstatt Klausnerhaus (Hollerbach (47°27′52″N 12°41′56″E / 47.46444°N 12.69889°E), Haus Könige der Lüfte (Rauris (47°19′59″N 12°58′57″E / 47.33306°N 12.98250°E)
- Tirolska: Nationalparkhaus (Matrei (47°00′02″N 12°32′27″E / 47.00056°N 12.54083°E) in Kesslerstadel (Matrei (47°00′10″N 12°54′13″E / 47.00278°N 12.90361°E), Haus des Wassers (St. Jakob in Defereggen (46°56′36″N 12°30′41″E / 46.94333°N 12.51139°E)

Narodni park Visoke Ture organizira seminarje, delavnice in konference za odrasle. Namenjeni so na primer za interno usposabljanje parkovnih nadzornikov, usposabljanje učiteljev, informacije in podlaga za razpravo za lovce in naravovarstvenike.

### Znanost in raziskave
Osnovna naloga narodnega parka je znanstveno raziskovanje in vrednotenje zavarovanega območja, nadaljnje raziskave o učinkih sprememb, ki jih prinašajo podnebne spremembe, izumrtje / preselitev in selitev živali in rastlin, kot tudi vpliv človeka.

#### Objave
Dokumentacija o nastanku in ekologiji rastlin, živali in kulturnih dobrin je pomemben prispevek k znanosti.
- V Narodnem parku Visoke Ture obstajajo znanstveni spisi črne serije na temo rastlinstva, živalstva (vretenčarji), geologije, pašnikov, vode in metuljev.
- Serija Wissenschaftliche Mitteilungen aus dem Nationalpark Hohe Tauern (1993-2001) na primer, opisuje zgodovino podnebja Visokih Tur in bibliografski pregled

#### Uvedba projektov in monitoring
- Brkatega sera so v Visoke Ture znova naselili leta 1986 v okviru alpskega projekta.
- (Potočna postrv) je uspešno napolnila gorske potoke v Parku.
- Z navigacijo opremljene živali bodo preučevali selitveno obnašanje kozoroga.
- Monitoring planinskega orla od leta 2003 prinaša vpogled v stanje, način življenja in prehranjevalne navade ter uspeh vzreje teh ptic roparic

### Problematična področja
Nižji zračni prostor nad narodnim parkom je zaprt za helikopterske polete. Obstajajo izjeme za medicinsko pomoč, kar je določeno v nacionalni zakonodaji. Vendar pa so na vzhodnem Tirolskem težave za medicinsko pomoč, ker je dovoljenje tu omejeno zgolj na intervencije, lete za usposabljanje, vendar so, ko potrebujejo gorsko reševanje zaradi težkih razmer, te prepovedane. Ta omejitev velja tudi za oborožene sile. 

## Film
Der Schatz der Hohen Tauern.(Alternativtitel: Hohe Tauern Nationalpark.) Dokumentarni film, Avstrija, 2008, 47 Min., scenarij in režija: Franz Hafner, proizvodnja: Interspot Film, ORF Universum, vrsta: Unsere Alpen, povzetek ORF, ARD. ponovitev na Youtube.